# Une nuit avec toi
Pour plus de détails, voir Fiche technique et Distribution.
Une nuit avec toi (titre original : Fuga a due voci) est un film italien réalisé par Carlo Ludovico Bragaglia, sorti en 1943. 

## Synopsis
Giulio Moris, un jeune et célèbre baryton, a été engagé pour jouer dans un film produit par Fogliati, un producteur sans le sou. Il prend le train pour se rendre sur les lieux du tournage mais à un arrêt, après être descendu de son wagon, il voit avec désarroi repartir son train sans lui, d'autant qu'il y a laissé ses papiers et son argent. Sur le quai, la jeune Maria, qui se trouve dans le même cas que lui.

## Fiche technique
- Titre original : Fuga a due voci
- Titre français : Une nuit avec toi
- Réalisation : Carlo Ludovico Bragaglia
- Assistant réalisateur : Luigi Carpentieri
- Scénario : Carlo Ludovico Bragaglia, Aldo De Benedetti
- Décors : Alfredo Montori, Mario Rappini,
- Directeur de la photographie : Rodolfo Lombardi
- Cadreur : Vincenzo Seratrice
- Montage : Gabriele Varriale
- Musique : Cesare Bixio
- Son : Paolo DI Nello, Tommaso Barberini
- Sociétés de production : Juventus Film, Societa Italiana Cines
- Sociétés de distribution :  Royaume d'Italie ENIC,  France UFPC
- Pays d'origine : Italie
- Format : Noir et blanc - 35 mm - 1,37:1 - Mono
- Genre : comédie
- Durée : 77 minutes
- Date de sortie :  Royaume d'Italie : 23 février 1943

## Distribution
- Gino Bechi : le baryton Giulio Moris
- Irasema Dilian : Maria Santelli
- Guglielmo Barnabo l'industriel Santelli, le père de Maria
- Aroldo Tieri : Piero, le soupirant de Maria
- Paolo Stoppa : le producteur Fogliati
- Carlo Campanini : le comte Matteo, le fiancé de Maria
- Gildo Bocci : le vagabond
- Gero Zambuto : le metteur en scène Berelli
- Tina Mannozzi : l'actrice Rina
- Armando Migliari : le commissaire
- Polidor : le chef de gare
- Vasco Creti : le contrôleur du train
- Enrico Luzi (en) : un scénariste
- Franco Volpi : un scénariste
- Pina Gallini : la dame au petit chien blanc
- Paolo Ferrara : le propriétaire de l'auberge "Buona Fortuna"
- Peppino Spadaro : le serveur de l'auberge "Buona Fortuna"
- Franco Cuppini